# (36347) 2000 NT21
2000 NT21 (asteroide 36347) é um asteroide da cintura principal. Possui uma excentricidade de 0.20302980 e uma inclinação de 2.12611º.
Este asteroide foi descoberto no dia 7 de julho de 2000 por LINEAR em Socorro.